# コロンバス・ブルージャケッツ

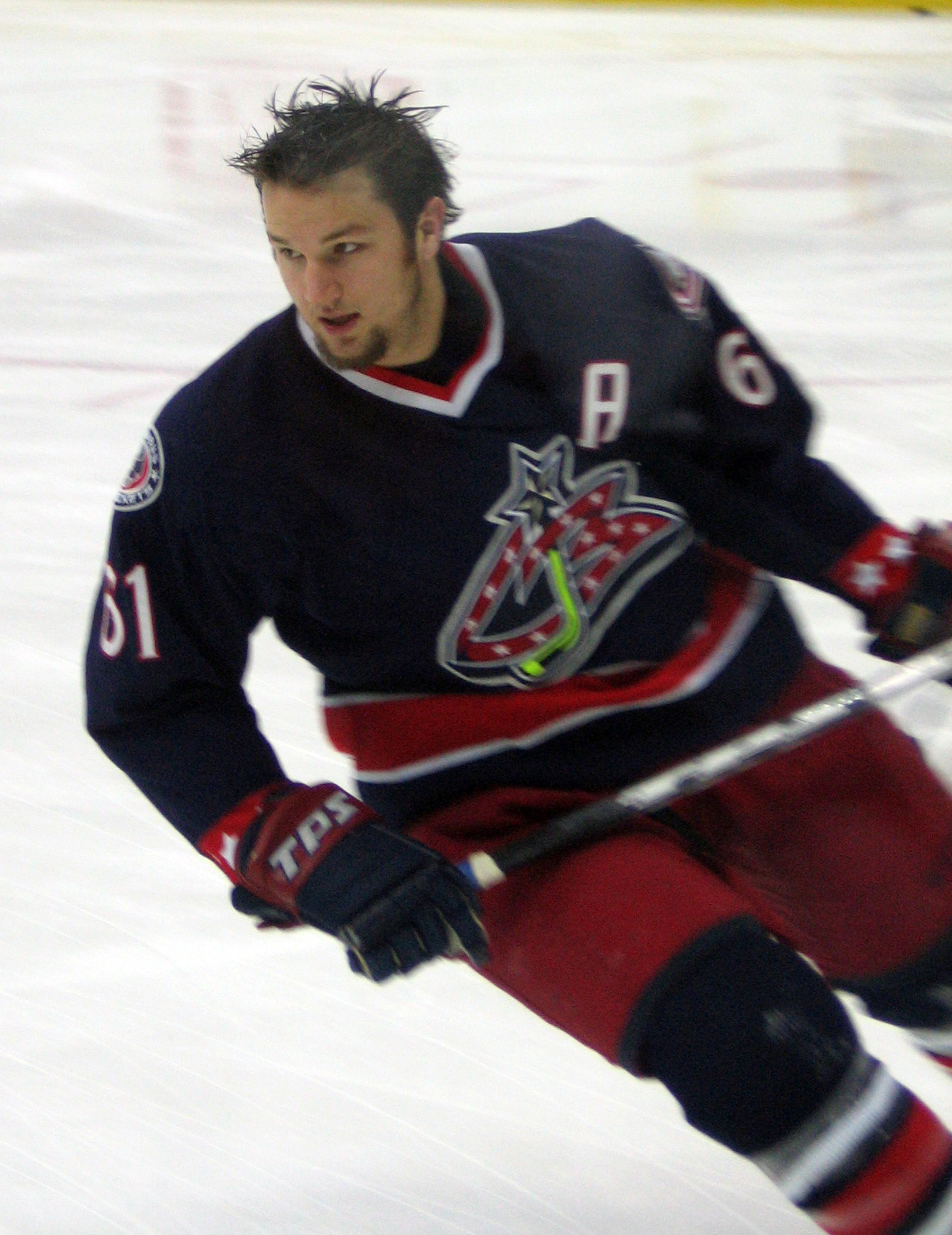
リック・ナッシュ
2002年ドラフト全体1番目で入団。2003-04シーズンに19歳の若さで41得点を挙げ得点王。チーム歴代最多得点記録を持ち、2008年からキャプテンを務めている。バンクーバー五輪ではカナダ代表として金メダルを獲得した。

コロンバス・ブルージャケッツ（Columbus Blue Jackets）は、アメリカ合衆国オハイオ州コロンバスを本拠としているナショナルホッケーリーグ（NHL）所属のプロアイスホッケーチームである。
チーム創設以来低迷が続いており、メトロポリタンディビジョンの8チームで唯一、スタンレーカップの優勝経験が無いどころか、イースタンカンファレンス所属の16チームで唯一、カンファレンスチャンピオンシップへの進出も無く、レギュラーシーズンで勝ち点を100以上獲得したことは1度しか無く、地区優勝を経験したことも（地区2位になったことすら）無い。

## 歴史
2000年にミネソタ・ワイルドと共にNHLに新規参入した。初試合は2000年10月7日の対シカゴ・ブラックホークス戦で、3対5で敗れた。チーム史上初ゴールは、ブルース・ガーディナー(Bruce Gardiner) が決めた。
チーム名は、ファン投票によって選ばれた。この名前が選ばれた理由として、以下の4つの点が指摘されている。
- オーナーの John H. McConnell の好みの色がブルーであり、彼が「選ばれる名前には『ブルー』の言葉が含まれていなければならない。」と指示したと、マスコミにより報道されたこと。
- 当初試作として発表されたチームのロゴには虫の姿がたたどられており、これは蜂の姿や様々なスポーツチームのニックネーム（例えば、ジョージア工科大学の愛称「Yellow Jackets」）などから「イエロージャケット」を想起させるものであった。虫のロゴは、その後チームが活動を開始してから鳴りを潜めて、2003-2004シーズンには全く使用されなくなった。わずかにチームのマスコット、「スティンガー (Stinger)」にその名残をとどめるばかりである。
- コロンバス地域に居住していたショーニー族の酋長Blue Jacketの名誉を称えること。ただし、チームは商業目的ではいかなるネイティブ・アメリカンの象徴をも使用してはいない。
- また、Blue Jacketは南北戦争の連合軍の軍服を表していること。なおチームは、積極的というほどではないが幾分は商業目的にそれを使用している。

2002年3月16日には悲劇がブルージャケッツを襲った。コロンバス対カルガリー戦でエスペン・クヌートセン（Espen Knutsen） の放ったショットがディフェンスマンのデレック・モリスのスティックに当たって方向が変わり、観客席で観戦していた13歳の少女、ブリタニー・セシルの頭部を直撃し、彼女は2日後の3月18日、頭蓋骨骨折で死去した。NHL史上、飛来するパックがファンに当たり死亡する事故が起きたのは初めてのことであった。この事故をきっかけに、観客を飛来するパックから保護するためNHLの全アリーナのゴール背後に位置する観客席の前面にナイロン製のネットが張られることとなった。この事故により、NHLは各アリーナのゴール裏に、ナイロン製のネットを張ることを決定した。
2008年までブルージャケッツはプレーオフ進出がなかったが、2008-2009年に悲願のプレーオフ初進出を果たした。
1回戦で敗れたものの、スティーブ・メイソン(Steve Mason)の活躍やオフシーズンのリック・ナッシュ(Rick Nash)の契約延長は未来への光明となった。
2018-19シーズンのプレーオフで、タンパベイ・ライトニングを4試合でスィープして初のプレーオフ1回戦突破を果たすも、2回戦は2勝4敗でボストン・ブルーインズに敗れ去った。
「コロンバスはフリーエージェントにとって望ましくない」という評価が一般化している中、2022-23シーズン前にはカルガリー・フレームスからフリーエージェントとなっていたジョニー・ゴードローと7年契約を締結し、チームの飛躍を期待されたが、2022-23シーズンは勝ち点59（25勝48敗9延長戦負け）でディビジョンおよびカンファレンスで最下位に沈んだ。
2023-24シーズンは、かつてデトロイト・レッドウィングスを2007-08シーズンにスタンレー・カップ優勝に導いたマイク・バブコックをヘッドコーチに招聘したが、過去の所属チームにて行っていたパワハラ行為についてNHL選手協会からの調査が入ったことから開幕前に辞任に追い込まれた。後任のヘッドコーチにはパスカル・ヴィンセントが就任したが、チームはシーズンを通して最長で2連勝しかできず、勝ち点66（27勝43敗12延長戦負け）で2年連続ディビジョンおよびカンファレンス最下位となった。
2024-25シーズン前には、スター選手のジョニー・ゴードローが弟のマシューと共に飲酒運転の自動車に轢かれて死亡し、本拠地のネイションワイド・アリーナではファンによる追悼式が行われた。

## シーズン別成績
| 年      | GP | W  | L  | T | OL | GF  | GA  | PTS | 最終順位                    | プレイオフ |
| 2000-01 | 82 | 28 | 39 | 9 | 6  | 190 | 233 | 71  | セントラル5位               | 不参加     |
| 2001-02 | 82 | 22 | 47 | 8 | 5  | 164 | 255 | 57  | セントラル5位               | 不参加     |
| 2002-03 | 82 | 29 | 42 | 8 | 3  | 213 | 263 | 69  | セントラル5位               | 不参加     |
| 2003-04 | 82 | 25 | 45 | 8 | 4  | 177 | 238 | 62  | セントラル4位               | 不参加     |
| 2005-06 | 82 | 35 | 43 | - | 4  | 223 | 279 | 74  | セントラル3位               | 不参加     |
| 2006-07 | 82 | 33 | 42 | - | 7  | 201 | 249 | 73  | セントラル4位               | 不参加     |
| 2007-08 | 82 | 34 | 36 | - | 12 | 193 | 218 | 80  | セントラル4位               | 不参加     |
| 2008-09 | 82 | 41 | 31 | - | 10 | 226 | 230 | 92  | セントラル4位               | 1回戦敗退  |
| 2009-10 | 82 | 32 | 35 | - | 15 | 216 | 259 | 79  | セントラル5位               | 不参加     |
| 2010-11 | 82 | 34 | 35 | - | 13 | 215 | 258 | 81  | セントラル5位               | 不参加     |
| 2011-12 | 82 | 29 | 46 | - | 7  | 202 | 262 | 65  | セントラル5位               | 不参加     |
| 2012-13 | 48 | 24 | 17 | - | 7  | 120 | 119 | 55  | セントラル4位               | 不参加     |
| 2013-14 | 82 | 43 | 32 | - | 7  | 231 | 216 | 93  | メトロポリタン4位           | 1回戦敗退  |
| 2014-15 | 82 | 42 | 35 | - | 5  | 236 | 250 | 89  | メトロポリタン5位           | 不参加     |
| 2015-16 | 82 | 34 | 40 | - | 8  | 219 | 252 | 76  | メトロポリタン8位           | 不参加     |
| 2016-17 | 82 | 50 | 24 | - | 8  | 249 | 195 | 108 | メトロポリタン3位           | 1回戦敗退  |
| 2017-18 | 82 | 45 | 30 | - | 7  | 242 | 230 | 97  | メトロポリタン4位           | 1回戦敗退  |
| 2018-19 | 82 | 47 | 31 | - | 4  | 258 | 232 | 98  | メトロポリタン5位           | 2回戦敗退  |
| 2019-20 | 70 | 33 | 22 | - | 15 | 180 | 187 | 81  | メトロポリタン6位           | 1回戦敗退  |
| 2020-21 | 56 | 18 | 26 | - | 12 | 137 | 187 | 48  | ディスカバー・セントラル8位 | 不参加     |
| 2021-22 | 82 | 37 | 38 | - | 7  | 262 | 300 | 81  | メトロポリタン6位           | 不参加     |
| 2022-23 | 82 | 25 | 48 | - | 9  | 214 | 330 | 59  | メトロポリタン8位           | 不参加     |
| 2023-24 | 82 | 27 | 43 | - | 12 | 237 | 300 | 66  | メトロポリタン8位           | 不参加     |

## スタンレーカップ戦績
出場経験なし